# Naft Al-Janoob
El Naft Al-Basra SC (en árabe: نادي نفط البصرة الرياضي‎, lit. 'Basra Oil Sport Club'), llamado Naft Al-Janoob (en árabe: نادي نفط الجنوب الرياضي‎) hasta 2020, es un equipo de fútbol de Irak que milita en la Super Liga de Irak, la liga de fútbol más importante del país.

## Historia
Fue fundado el 27 de noviembre de 1979 en el distrito de Tamimia en la ciudad de Basra y su nombre significa South Oil Company Sport Club y juega en la máxima categoría desde la temporada 2012/13.

## Rivalidades
Su principal rival es el Al-Minaa, equipo de la misma ciudad pero con más tiempo de existencia.

## Palmarés
- Oil Minister's Cup (1): 2010

## Jugadores

### Jugadores destacados
| - Muhanned Jawad - Emad Oudah - Nawaf Falah - Qasem Muhammad - Alaa Nairouz - Wesam Malek | - Moayad Ahan - Ahmad Abbas Hattab - Mohamad Daas - Tarek Hasan - Nawaf Falah Lafi - Allen De Santos |